# Пољанчани
Пољанчани су насељено место у општини Капела, Бјеловарско-билогорска жупанија, Хрватска.

## Историја
До територијалне реорганизације у Хрватској били су у саставу старе општине Бјеловар.

## Становништво
У попису становништва из 2011. године, Пољанчани су имали 79 становника.
| Број становника према пописима | Број становника према пописима | Број становника према пописима | Број становника према пописима | Број становника према пописима | Број становника према пописима | Број становника према пописима | Број становника према пописима | Број становника према пописима | Број становника према пописима | Број становника према пописима | Број становника према пописима | Број становника према пописима | Број становника према пописима | Број становника према пописима | Број становника према пописима |
| ------------------------------ | ------------------------------ | ------------------------------ | ------------------------------ | ------------------------------ | ------------------------------ | ------------------------------ | ------------------------------ | ------------------------------ | ------------------------------ | ------------------------------ | ------------------------------ | ------------------------------ | ------------------------------ | ------------------------------ | ------------------------------ |
| 1857                           | 1869                           | 1880                           | 1890                           | 1900                           | 1910                           | 1921                           | 1931                           | 1948                           | 1953                           | 1961                           | 1971                           | 1981                           | 1991                           | 2001                           | 2011                           |
| 107                            | 106                            | 102                            | 146                            | 145                            | 151                            | 144                            | 156                            | 187                            | 168                            | 175                            | 175                            | 139                            | 96                             | 103                            | 79                             |

### Попис1991.
У попису становништва из 1991. године, Пољанчани су имали 96 становника, следећег националног састава:
| Попис 1991.‍  | Попис 1991.‍  | Попис 1991.‍ | Попис 1991.‍ | Попис 1991.‍ |
| ------------ | ------------ | ----------- | ----------- | ----------- |
|              |              |             |             |             |
| Хрвати       | Хрвати       |             | 74          | 77,08%      |
| Срби         | Срби         |             | 10          | 10,41%      |
| Југословени  | Југословени  |             | 2           | 2,08%       |
| неопредељени | неопредељени |             | 1           | 1,04%       |
| регион. опр. | регион. опр. |             | 1           | 1,04%       |
| непознато    | непознато    |             | 8           | 8,33%       |
| укупно: 96   |              |             |             |             |

### Попис1910.
| Пољанчани                                                            | Пољанчани                                                                            |
| -------------------------------------------------------------------- | ------------------------------------------------------------------------------------ |
| језик                                                                | вера                                                                                 |
| укупно: 151 Српски 102 (67,54%) Хрватски 48 (31,78%) Чешки 1 (0,66%) | укупно: 151 Православци 102 (67,54%) Римокатолици 48 (31,78%) Гркокатолици 1 (0,66%) |